# Chromobotia macracanthus
Chromobotia macracanthus (Bleeker, 1852) è un pesce d'acqua dolce, appartenente alla famiglia Cobitidae, unica specie del genere Chromobotia. È conosciuto comunemente come botia pagliaccio. Fino ad alcuni anni fa era classificato come Botia macracantha.
Sono pesci estremamente longevi: alcuni esemplari hanno raggiunto in cattività i 50 anni.

## Distribuzione e habitat
Il botia pagliaccio è diffuso nelle acque fluviali dell'Indonesia, nelle isole di Sumatra e Borneo.

## Descrizione

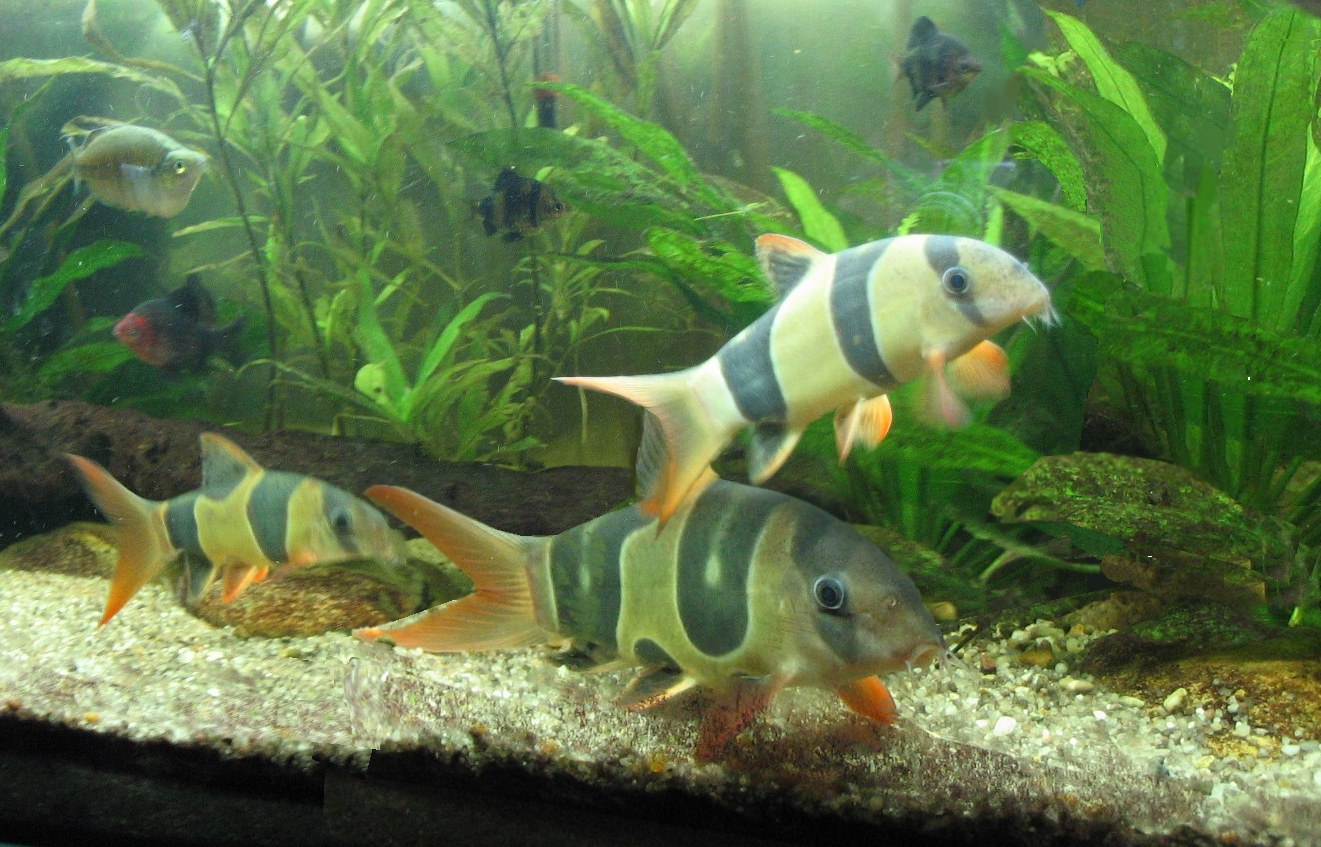
Esemplari adulti

Il corpo degli esemplari giovani è allungato, compresso ai fianchi, con ventre piatto e dorso leggermente arcuato; pinne tozze, coda bilobata. Gli esemplari adulti presentano un profilo dorsale molto arcuato, con fronte alta. Il loro corpo è tozzo, poco compresso ai fianchi. Una spina erettile (bene visibile da adulto) è posizionata sotto l'occhio. 

La livrea vede un fondo arancio più scuro sul dorso e tendente al bianco nel ventre, con 3 larghe fasce verticali che attraversano il corpo: la prima attraversa l'occhio, la seconda i fianchi e la terza la pinna dorsale, la radice del peduncolo caudale e la pinna anale. Le altre pinne sono rossastre. Gli adulti perdono il colore arancio vivo per un più neutro giallo sporco, mantenendo però le pinne rossastre.

## Comportamento
Pesce abbastanza pacifico, vive in gruppo. Ha la particolarità di dormire sdraiato su un fianco. Si consiglia di tenerlo in gruppo in quanto da solo diventerebbe timido.

## Riproduzione
Essendo una specie longeva, si riproduce relativamente tardi. Non si conosce nel dettaglio la riproduzione, tuttavia sembra che più esemplari si muovano verso le zone a corrente veloce dei fiumi, arrivando ad accoppiarsi perfino in gruppo. Le femmine prima della deposizione cambiano alimentazione, cibandosi di pesci e aumentando la loro circonferenza nel giro di pochi giorni. Dopo la fecondazione esterna le uova sono abbandonate al loro destino, non sono rari i casi in cui gli adulti si cibano delle proprie uova.

## Alimentazione
Si ciba di molluschi, vermi, crostacei e materiale vegetale.

## Acquariofilia
Specie famosa in tutto il mondo, il botia pagliaccio è venduto molto piccolo, circa 4 cm. Molto spesso viene acquistato da acquariofili che non conoscono la lunghezza e la mole che possono raggiungere questi pesci (circa 30 cm). Fortunatamente oggi si assiste ad una nuova generazione di acquariofili consapevoli che alleva questi pesci in gruppi, anche numerosi, in grosse vasche ben ossigenate e con pochi altri ospiti, in grado di sopportare la loro irruenza. Andrebbero tenuti in gruppi di 5-6 o più. Data la loro mole gli acquari dovrebbero avere un volume minimo di 280 to 450 litri. Questi pesci hanno delle escrescenze biforcute sotto gli occhi, che servono come sistema di difesa. Possono risultare pericolosi nel maneggiarli durante la cattura, possono rimanere menomati. Raccomandati quindi contenitori molto robusti per il trasporto. Quando sono tenuti in meno di 5 esemplari sono molto timidi. Puntius tetrazona e Corydoras panda si possono associare senza problemi. Possono emettere suoni quando sono eccitati o in fase di cibarsi. Questo rumore è prodotto dalla macinazione dei loro denti faringei. Talvolta si vedono sul fondo della vasca su un lato, o capovolti, ma è normale. Un buon ambiente domestico per la specie è dato da zone d'ombra, piante vere, nascondigli. Attenzione a non dare molta luce inizialmente. Evitare vasche troppo vicine alle finestre. Acquari con ampi lati aperti alla luce del sole permettono al pesce di mostrare colori vivi e naturali. Utile è anche una corrente d'acqua contro la quale essi possono nuotare, tale da riprodurre l'habitat naturale di corsi d'acqua montani. Preferiscono grandi rocce sotto le quali la notte riposano. Osservano altri pesci nel comportamento e imitano, quindi necessitano di specie tranquille e possibilmente non timide. In acquari nuovi è meglio accompagnarli con pescolini colorati di poco costo.

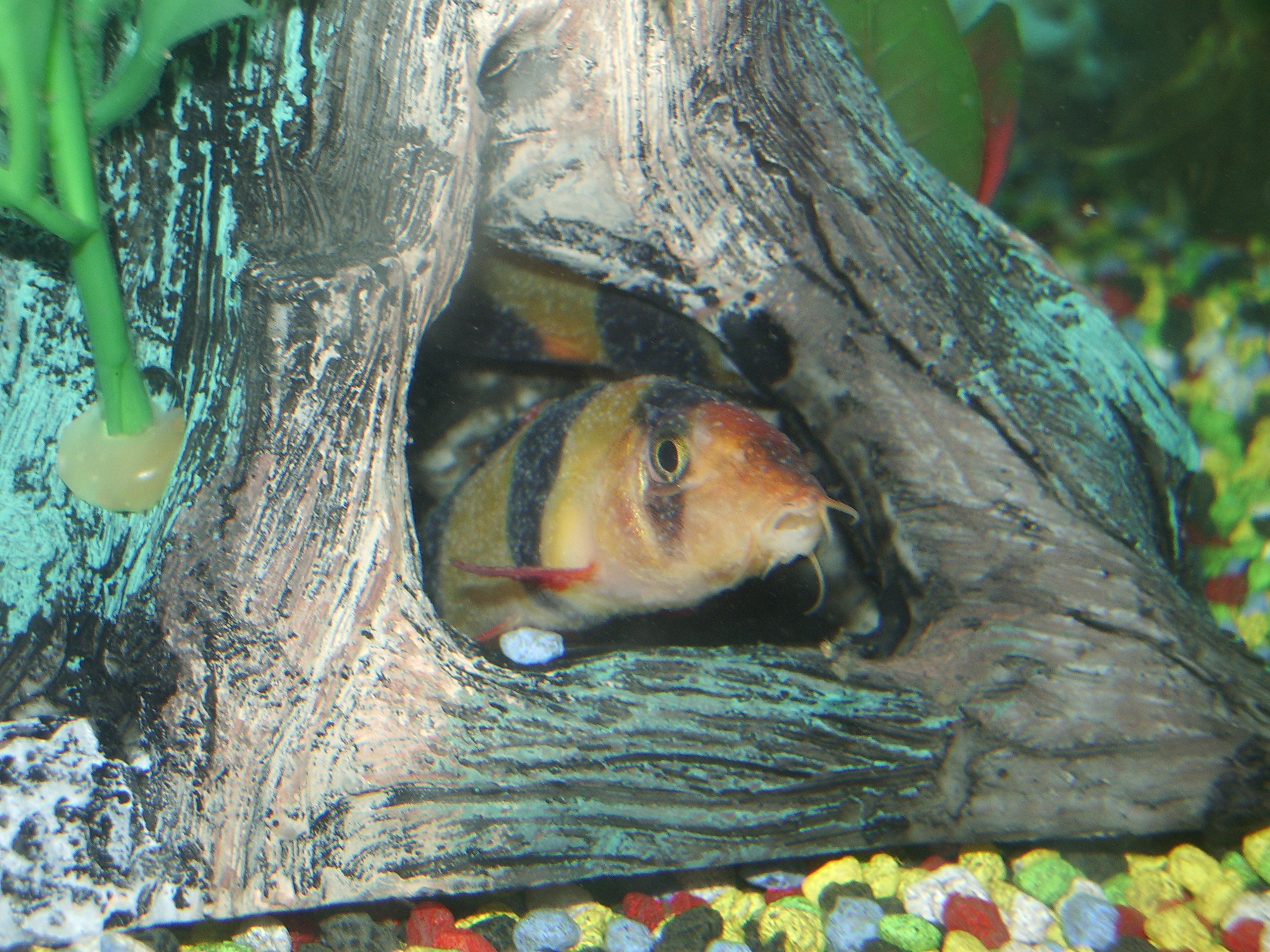
Due giovani esemplari con Ichthyophthirius multifiliis. Nascosti in un ornamento

Un cibo specifico può essere usato per tali pesci, e notare il loro comportamento durante il cibarsi. Altri pesci nell'acquario potrebbero portare via loro il cibo prima che raggiunga il fondo della vasca. In ambiente adatto sono dei grandi pulitori dando a loro stessi il nutrimento necessario. Accettano tutti i tipi di mangimi commerciali e altro, purché vario: vermi, crostacei, lumache, banana, vegetali (tubifex, specialmente se fortificati) e crostacei surgelati (da portare a temperatura vasca, ovviamente). La specie è molto suscettibile a Ichthyophthirius multifiliis, o malattia delle macchie bianche.
| Origine            | Indonesia     | Acqua            | dolce      |
| Durezza dell'acqua | da 5 a 12 °GH | pH               | da 5 a 8   |
| Temperatura        | da 25 a 30 °C | Volume min.      | 60 l       |
| Alimentazione      | onnivoro      | Taglia da adulto | 30 cm      |
| Riproduzione       | oviparità     | Zone occupate    | Intermedia |
| Socialità          | Gruppo        | Difficoltà       | Media      |

## Pesca
In Indonesia è pescato anche per l'alimentazione umana.